# Plan de travail
Pour la surface de cuisine, voir Plan de travail (cuisine).
Le plan de travail est, durant la réalisation audiovisuelle, écrit par le premier assistant réalisateur, qui, après lecture attentive du scénario, doit prévoir le tournage.
Il se crée à partir du dépouillement c’est-à-dire le recensement de l’intégralité des besoins de chaque équipe pour le bon déroulement du tournage. Il s'agit donc de réaliser pour chaque scène une liste des décors, accessoires, rôles, véhicules, éclairages et de tout autre matériel nécessaire. 
C’est avec ce dépouillement, le découpage technique et le storyboard éventuel que l’assistant réalisateur va pouvoir constituer le plan de travail de la production. Il s’agit en quelque sorte d’un calendrier précis regroupant toutes les informations essentielles au tournage comme les informations tirées du dépouillement, mais aussi les disponibilités des acteurs, des lieux de tournages et accessoires, etc.
Ce document sera essentiel au bon déroulement du tournage et s'ébauche au fur et à mesure de la préparation du tournage, au cours des repérages par les assistants réalisateurs ou les assistants de repérage, en collaboration avec le réalisateur.
Le plan de travail détermine aussi l'ordre des scènes à tourner pour une journée, et le nombre qu'il faudra tourner, décrits dans la feuille de service. Lors du tournage, c'est aussi l'assistant réalisateur qui veille au bon déroulement du tournage et au respect du plan de travail, aidé par le directeur de production qui supervise et représente le producteur sur le tournage.

## Logiciels
Il existe aujourd’hui plusieurs logiciels d'écriture de scénario permettant de faciliter la réalisation du dépouillement et du plan de travail. Parmi les plus connus on trouve Final Draft, Movie Magic et Celtx.